# Alexandre Bestoujev
Pour les autres membres de la famille, voir Famille Bestoujev.
Alexandre Aleksandrovitch Bestoujev (en russe : Алекса́ндр Алекса́ндрович Бесту́жев), né le 3 novembre 1797 à Saint-Pétersbourg et mort le 19 juin 1837 au fort du Saint-Esprit, est un écrivain et décembriste russe. Il est également capitaine au Régiment de Dragons de la Garde.
Issu d'une famille noble, qui remonte au XIVe siècle, Alexandre Bestoujev, frère de Nikolaï Bestoujev, reçoit une bonne éducation. Il devient un ami de Kondrati Ryleïev et auteur, sous le pseudonyme de Marlinski, de romans qui faisaient se pâmer les jeunes filles sentimentales de l'époque. Il excelle surtout à décrire la vie du soldat. Dans « Le Fils de la patrie » il combattit non sans verve pour Pouchkine et pour la jeune école littéraire.
Le roman Ammalat Bey(1832) porta sa popularité à son comble grâce à son inspiration caucasienne.
Il entra en 1825 dans la conspiration décabriste contre l'empereur Nicolas Ier de Russie, et fut exilé en Sibérie, puis enrôlé dans l'armée du Caucase. Il fut tué en 1837 au cours d'une escarmouche au fort du Saint-Esprit à Adler, sa dépouille ne fut jamais retrouvée.

## Source
Cet article comprend des extraits du Dictionnaire Bouillet. Il est possible de supprimer cette indication, si le texte reflète le savoir actuel sur ce thème, si les sources sont citées, s'il satisfait aux exigences linguistiques actuelles et s'il ne contient pas de propos qui vont à l'encontre des règles de neutralité de Wikipédia.